# 棘-toge-
「棘-toge-」（とげ）は、Sadieの11作目のシングル。2010年11月3日にLantisから発売された。

## 概要
- 前作「クライモア」から約2ヶ月ぶりのリリースとなる2010年3作目の作品。
- シングル3タイトル連続リリース第2弾。
- 初回限定盤、通常盤の2種がリリースされ、前者には「棘-toge-」のPVを収録したDVDが同梱されている。
- 表題曲「棘-toge-」は、テレビアニメ『咎狗の血』のエンディングテーマになっている。

## 収録曲
1. 棘-toge- [4:24]
作詞：真緒、作曲・編曲：Sadie
2. GREEDY EMOTION [3:44]
作詞：真緒、作曲・編曲：Sadie
3. 棘-toge-（instrumental）
4. GREEDY EMOTION（instrumental）

DVD
- 初回限定盤のみに同梱。

1. 棘-toge-（PV）

## タイアップ
| 曲名     | タイアップ                                      |
| -------- | ----------------------------------------------- |
| 棘-toge- | テレビアニメ『咎狗の血』第4話エンディングテーマ |